# Nœux-lès-Auxi
Nœux-lès-Auxi település Franciaországban, Pas-de-Calais megyében. Lakosainak száma 185 fő (2022. január 1.). Nœux-lès-Auxi Boffles, Auxi-le-Château, Buire-au-Bois, Fortel-en-Artois, Villers-l’Hôpital és Beauvoir-Wavans községekkel határos.

## Népesség
A település népességének változása:
| Lakosok száma | 173  | 181  | 180  | 179  | 180  | 182  | 184  | 183  | 185  |
|               | 2013 | 2015 | 2016 | 2017 | 2018 | 2019 | 2020 | 2021 | 2022 |